# Mieczysław Waśkowski
Mieczysław Waśkowski (Kiedrzyn (Częstochowa), 3 d'agost de 1929 – Varsòvia, 14 de novembre de 2001) és un actor, guionista i director de cinema polonès.

## Biografia
El 1950, va obtenir l'examen de maduresa al Liceu Henryk Sienkiewicz de Częstochowa. El 1956 es va graduar en direcció a l'Escola Nacional de Cinema de Łódź.
Va ser membre del Partit Obrer Unificat Polonès. Durant molts anys va ser secretari del POP PZPR al PRF Zespoły Filmowe.
Del 1987 al 1989, va ser membre del Comitè de Cinematografia.
Va morir el 14 de novembre de 2001 a Varsòvia i va ser enterrat al cementiri municipal del nord de Wólka Węglowa.

## Filmografia

### Actor
- 1954 : Pokolenie d'Andrzej Wajda
- 1957 : Eroica d'Andrzej Munk : jugador repartint cartes
- 1958 : Zamach de Jerzy Passendorfer
- 1958 : Orzeł de Leonard Buczkowski : mariner
- 1959 : Pociąg de Jerzy Kawalerowicz
- 1959 : Miejsce na ziemi de Stanisław Różewicz : Pluta, agent correccional
- 1960 : Do widzenia, do jutra... de Janusz Morgenstern : venedor d'horoscops
- 1961 : Zaduszki de Tadeusz Konwicki : partisà de l'AK
- 1961 : Czas przeszły de Leonard Buczkowski : oficial de la Gestapo, oficial de protocol
- 1962 : Mężczyźni na wyspie de Jan Laskowski
- 1963 : Mansarda de Konrad Nałęcki : participant a un cabaret
- 1963 : Kryptonim Nektar de Leon Jeannot : cineasta
- 1965 : Zawsze w niedziele de Ryszard Ber : afeccionat
- 1965 : Walkower de Jerzy Skolimowski : tinent de la MO
- 1965 : Popioły d'Andrzej Wajda
- 1965 : Niedziela sprawiedliwości de Jerzy Passendorfer : Kurek, substitut del fiscal
- 1969 : Polowanie na muchy d'Andrzej Wajda : policia adormit mentre lliurava la copa a Włodek
- 1971 : Niebieskie jak Morze Czarne de Jerzy Ziarnik : l'home que parla en una investigació sobre caps
- 1971 : Jak daleko stąd, jak blisko de Tadeusz Konwicki : milicià
- 1974 : Ziemia obiecana d'Andrzej Wajda : August, secretari de Buchholz[3]
- 1974 : Jej portret : Janek, la professora de perruqueria del reformatori
- 1974 : Janosik de Jerzy Passendorfer : guàrdia de la presó comtal
- 1976 : Powrót de Filip Bajon : metge
- 1977 : Prawo Archimedesa de Mariusz Walter : periodista Mieczysław, membre del comitè organitzador de la marató
- 1977 : Nie zaznasz spokoju : metge

### Director
- 1961 : Rozmowa z panem K.
- 1963 : Zacne grzechy
- 1968 : Planeta Ziemia
- 1969 : Prawdziwie magiczny sklep
- 1971 : Jeszcze słychać śpiew. I rżenie koni...
- 1972 : Tajemnica wielkiego Krzysztofa
- 1974 : Jej portret
- 1975 : Hazardziści
- 1977 : Nie zaznasz spokoju
- 1979 : Gnomy
- 1979 : Etiudia W-Moll
- 1984 : Czas dojrzewania
- 1986 : Epizod Berlin-West
- 1988 : Rocznica

### Guionista
- 1961 : Rozmowa z panem K.
- 1963 : Zacne grzechy
- 1968 : Planeta Ziemia
- 1969 : Prawdziwie magiczny sklep
- 1972 : Tajemnica wielkiego Krzysztofa
- 1974 : Jej portret
- 1975 : Hazardziści
- 1977 : Nie zaznasz spokoju
- 1979 : Gnomy
- 1984 : Czas dojrzewania
- 1988 : Rocznica

### Sèries de televisió

#### Actor
- 1968 : Stawka większa niż życie de Janusz Morgenstern i Andrzej Konic : Scharführer Glaubel
- 1970 : Kolumbowie de Janusz Morgenstern : agent de la Gestapo
- 1973 : Janosik de Jerzy Passendorfer : guàrdia de la presó comtal
- 1973 : Droga de Sylwester Chęciński : Czarny
- 1974 : S.O.S. de Janusz Morgenstern : Wacław Hartman
- 1974-1975 : 40-Latek de Jerzy Gruza : professor de Marek Karwowski
- 1975 : Ziemia obiecana d'Andrzej Wajda : August, secretari de Bucholtz

##### Director
- 1966 : Niewiarygodne przygody Marka Piegusa

##### Guionista
- 1966 : Niewiarygodne przygody Marka Piegusa